# Стерьос Кукутегос
Стерьос Кукутегос или Боботас, известен като капитан Тасос (на гръцки: Στέργιος Κουκουτέγος, Μπομπότας, Καπετάν Τάσος), е капитан на Гръцката въоръжена пропаганда в Македония в началото на XX век.

## Биография
Кукутегас е роден през 1855 година в град Бер, но произхожда от богато влашко скотовъдно семейство от Горно или Долно Шел, тогава в Османската империя, днес в Гърция. Присъединява се към Гръцката въоръжена пропаганда в Македония и от 1905 до 1908 година заедно с Василиос Ставропулос (Капитан Коракас) и Николаос Ципурас (Капитан Траянос) действа в района на Каракамен срещу дейците на ВМОРО и опитите за налагане на румънска просвета сред власите в района. През 1907 година участва в сражение при Чорново, където е пленен от турски части, но след това успешно бяга и се връща в Атина.
След Младотурската революция в 1908 година става въоръжен охранител на гръцките учители в Берско до 1910 година. Установява се да живее в Бер, през 1937 година му е прислужена пенсия на заслужил македонски боец, умира там в 1947 година. В града е издигнат негов паметник.